# Osteolepis
Osteolepis es un género extinto de celacantimorfos de aletas lobuladas del periodo Devónico. Vivieron en los lagos Orcadianos del norte de Escocia. 

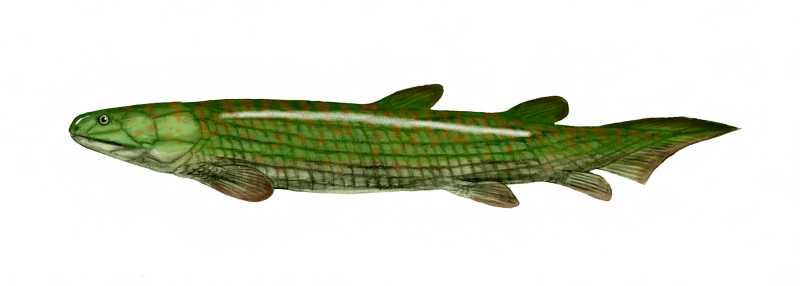
Representación de Osteolepis.

Osteolepis medía 20 cm de longitud, y estaba cubierto con escamas cuadradas. Las escamas y placas sobre la cabeza, estaban cubiertas con una capa delgada de material óseo esponjoso, llamado cosmina. Esta capa contenía canales, los cuales estaban conectados a células sensoriales debajo de la piel. Estos canales terminaban en poros sobre la superficie, y su probable función era percibir las vibraciones en el agua.
Osteolepis era un ripidistiano, que tenía varias características en común con los tetrápodos (vertebrados terrestres y sus descendientes), y estaba probablemente relacionado con la base del árbol familiar de los tetrápodos.

## Especies
- Osteolepis arenatus
- Osteolepis brevis
- Osteolepis macrolepidotus
- Osteolepis major
- Osteolepis microlepidotus
- Osteolepis panderi

## Filogenia
Cladograma mostrando las relaciones filogenéticas de Osteolepis.
```
Sarcopterygii

  |--+--
Onychodontiformes

  |  `--
Actinistia

  `--
Rhipidistia

     |--
Dipnomorpha

     `--+--
Rhizodontiformes

        `--
Osteolepiformes

           |--
Osteolepididae

           |   `--
Osteolepis

           `--+--
Megalichthyidae

              `--+--
Canowindridae

                 `--+--
Tristichopteridae

                    `--
Elpistostegalia

                       |--
Panderichthys

                       `--
Tetrapoda
```